# Cerro de Montevideo
Il cerro de Montevideo (letteralmente in spagnolo: collina di Montevideo) è un'altura di 134 m s.l.m. situata in Uruguay.

## Geografia fisica
La collina è situata a ponente della baia di Montevideo. Alle sue pendici nord-orientali si sviluppa il popoloso barrio di Villa del Cerro, mentre sulla sua cima svetta la fortezza General Artigas. Nonostante i legami con il quartiere omonimo, è situato all'interno dei confini del barrio di Casabó.

## Storia

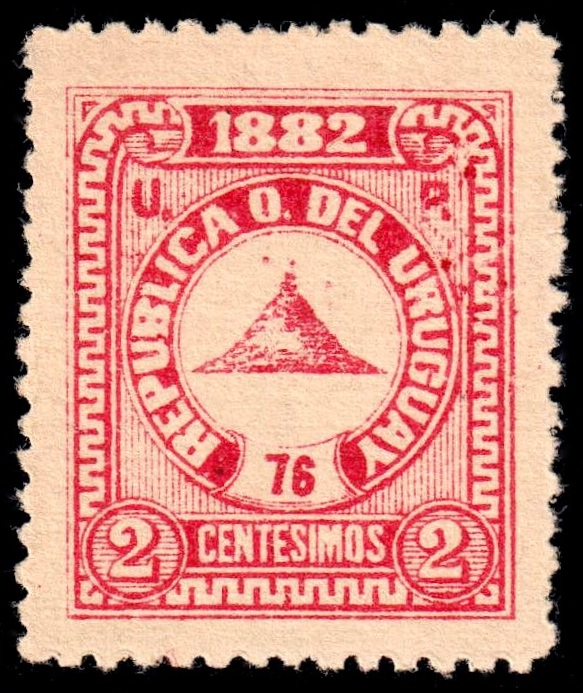
Francobollo del 1882 con il Cerro di Montevideo nello stamma uruguaiano

Situata in una posizione strategica, il Cerro è strettamente legato alla storia non solo della capitale ma anche della nazione uruguaiana. La sua importanza storica e simbolica è provata dal fatto che è raffigurato, assieme alla fortezza Generale Artigas nello stemma dell'Uruguay ed in quello di Montevideo. Nel 1809 il governatore spagnolo Francisco Javier de Elío ordinò la costruzione della fortezza, la quale sarà ultimata trent'anni dopo, quando l'Uruguay sarà ormai una nazione indipendente.